# Avenida Constituyentes (Ciudad de México)
La avenida Constituyentes es una avenida de la Ciudad de México que corre de oriente a poniente. Inicia al cruce con Circuito Interior Bicentenario y termina en el distribuidor vial Reforma-Constituyentes, para convertirse en la carretera federal México-Toluca. Debe su nombre a quienes participaron en la redacción de la Constitución Política de los Estados Unidos Mexicanos. Atraviesa las delegaciones Álvaro Obregón y Miguel Hidalgo. Es una de las que sufre de mayor congestión vial en la capital mexicana, y además de ser la salida hacia la ciudad de Toluca, es uno de los principales accesos a la zona de Santa Fe.

## Recorrido
La avenida inicia donde el Circuito Interior Bicentenario lleva el nombre de Maestro José Vasconcelos, al cruce con Juan Escutia en la colonia Condesa. Se divide en dos sentidos, siendo el límite sur del Bosque de Chapultepec primera sección, el bosque "La Hormiga" y la barda sur de la Residencia Oficial de los Pinos. Un paso deprimido de la avenida la cruza con la avenida Parque Lira, a la altura del metro Constituyentes, la Casa Luis Barragán y el Hospital Militar. A unos metros de otro cruce deprimido con Anillo Periférico Bulevar Adolfo Ruiz Cortines está Papalote Museo del Niño, y el inicio del Bosque de Chapultepec segunda sección.
Dicho parque termina en donde inicia el predio del Panteón Civil de Dolores. A partir de este sitio la vialidad tiene pocos cruces o calles en dirección hacia el poniente. Entre los sitios destacados de su recorrido siguiente están el Bosquen de Chapultepec tercera sección, el CECyT 4 del Instituto Politécnico Nacional, el Lienzo Charro de Constituyentes, el cuartel general de la Policía Federal y las oficinas de la Comisión Nacional de Seguridad, el campo deportivo del Estado Mayor Presidencial y finalmente el distribuidor vial Reforma-Constituyentes.

## Problemáticas
Su construcción representó una barrera urbana dividiendo socialmente a las colonias que existían previamente. La priorización vehicular de la avenida incidió en que ciertos tramos de la avenida cuente con banquetas peatonales muy estrechas.

### Tránsito vehicular
Debido a que funge como conexión entre el centro y la zona poniente y es uno de los pocos accesos a Santa Fe, donde laboran miles de personas procedentes de la Zona Metropolitana del Valle de México tiene congestión vehicular por las mañanas y las noches. Su cierre por accidentes o manifestaciones, o el alto tránsito vehicular genera caos vial en un área amplia del poniente capitalino.

### Criminalidad
En la avenida se registran continuamente robos y asaltos, particularmente a automovilistas detenidos en la congestión vehicular. En la zona se implementan contínueamente operativos policiacos por parte de la Secretaría de Seguridad Pública de la Ciudad de México para disuadir a la delincuencia, con hasta mil elementos, algunos con equipo para descenso a rapel.

## Colonias o barrios
- San Miguel Chapultepec[12]
- Daniel Garza
- Observatorio
- América
- Las Américas
- Las Palmas
- Belén de las Flores
- Lomas Altas
- Industrias Militares de Sedena
- Lomas de Santa Fe

## Museos
- Papalote Museo del Niño
- Museo de Historia Natural

## Transporte
- Constituyentes, Línea 7 del Metro de la Ciudad de México[13]
- Los Pinos/Constituyentes, Línea 3 del Cablebús de la Ciudad de México.[14]
- Ecobús, Línea 1, Metro Balderas-Santa Fe[3]